# Hemau
Hemau ist eine Stadt im Oberpfälzer Landkreis Regensburg in Bayern. Die über 700 Jahre alte Stadt auf dem Tangrintel ist die westlichste Gemeinde und zweitgrößte Stadt im Landkreis Regensburg.

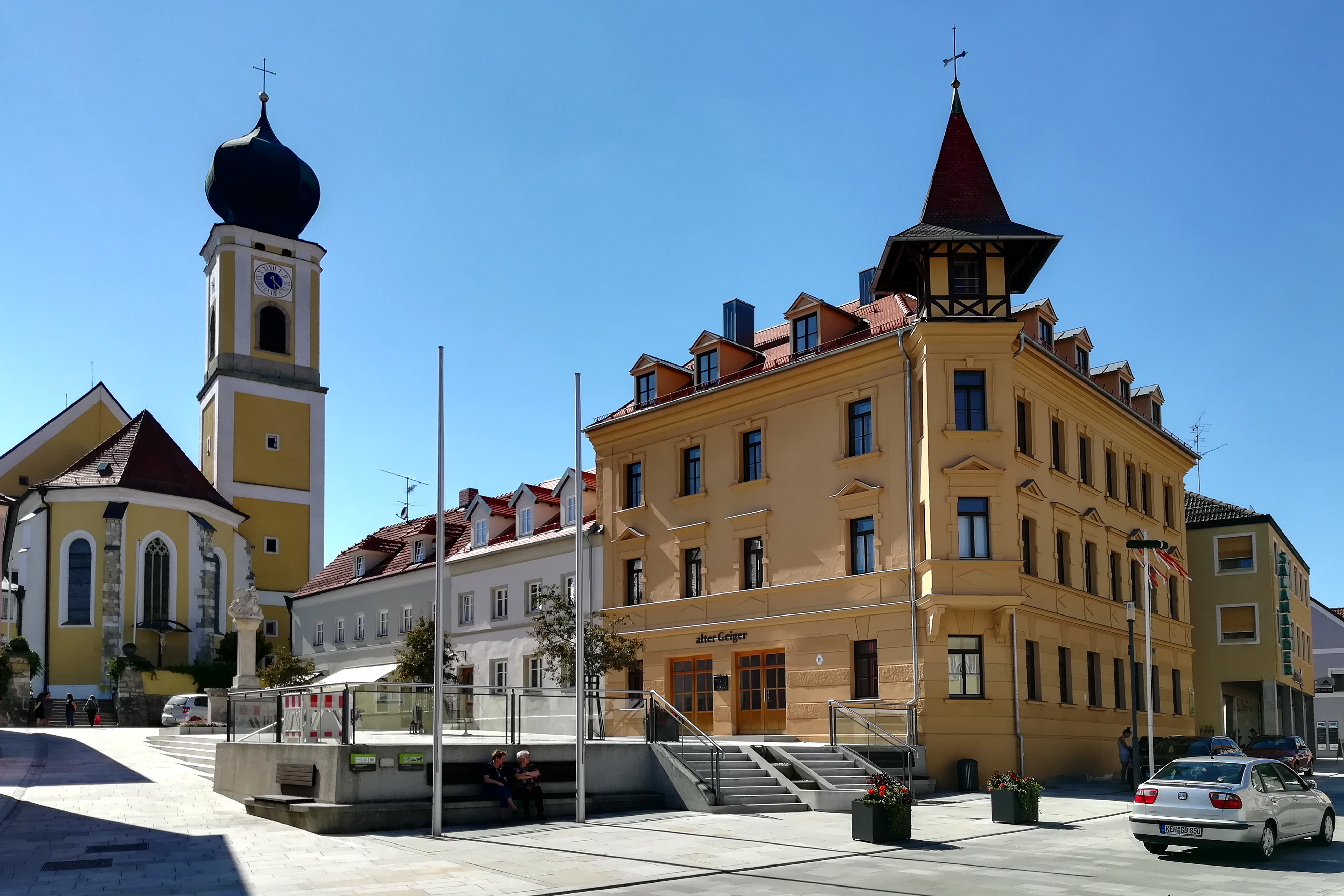
Stadtplatz mit Pfarrkirche St. Johannes

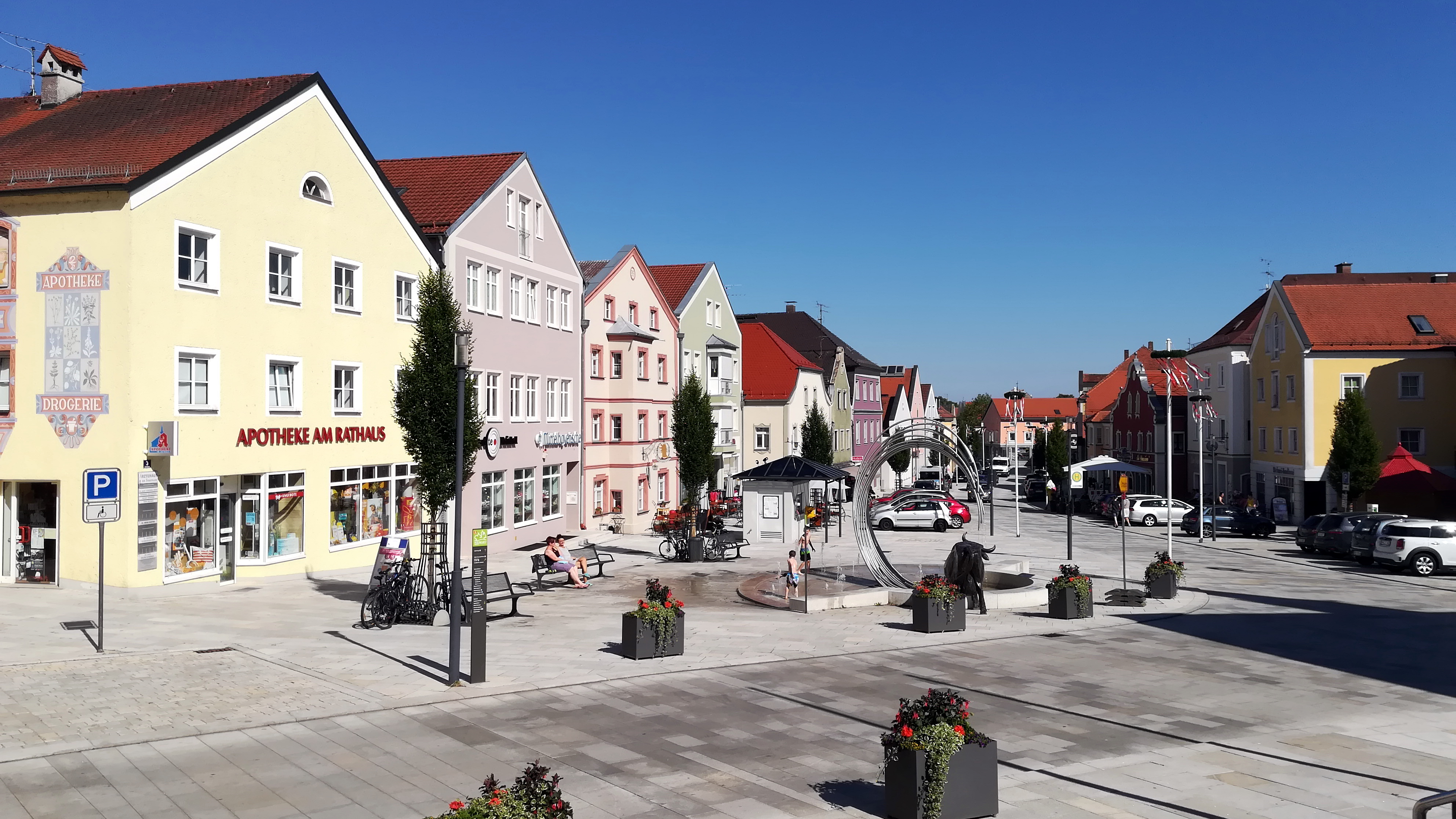
Stadtplatz Hemau

## Geographie

### Geographische Lage
Hemau liegt auf dem bewaldeten Bergrücken Tangrintel zwischen der Altmühl und der Schwarzen Laber an der seit dem 12. Jahrhundert bestehenden Handelsstraße Frankfurt am Main – Würzburg – Nürnberg – Regensburg – Passau. Mit einer Fläche von 122,46 km² ist Hemau die flächenmäßig größte Gemeinde im Landkreis Regensburg.
Die Stadtgemeinde ist nach Neutraubling und vor Wörth an der Donau die zweitgrößte Stadt im Landkreis Regensburg.

### Gemeindegliederung
Es gibt 68 Gemeindeteile (in Klammern ist der Siedlungstyp angegeben):
- Aicha (Weiler)
- Aichkirchen (Pfarrdorf)
- Albertshofen (Kirchdorf)
- Altenlohe (Weiler)
- Altmannshof (Weiler)
- Angern (Weiler)
- Arnest (Weiler)
- Bachmühle (Weiler)
- Berletzhof (Dorf)
- Bodenhof (Weiler)
- Bügerl (Weiler)
- Bügerlleithen (Weiler)
- Eckertshof (Weiler)
- Eichlberg (Pfarrdorf)
- Eiersdorf (Weiler)
- Einöd (Weiler)
- Flinksberg (Weiler)
- Gänsbügl (Weiler)
- Grafenöd (Weiler)
- Grafenstadl (Weiler)
- Grünstaude (Weiler)
- Haag (Kirchdorf)
- Hagetshof (Einöde)
- Haid (Weiler)
- Hamberg (Weiler)
- Hemau (Hauptort)
- Hennhüll (Weiler)
- Höfen (Einöde)
- Hohenschambach (Pfarrdorf)
- Höhhof (Einöde)
- Kemetshof (Weiler)
- Klapfenberg (Weiler)
- Klingen (Dorf)
- Kochenthal (Dorf)
- Kollersried (Kirchdorf)
- Körbenhof (Einöde)
- Kumpfhof (Weiler)
- Langenkreith (Dorf)
- Laufenthal (Kirchdorf)
- Lautersee (Dorf)
- Mungenhofen (Dorf)
- Neuhäusl (Weiler)
- Neukirchen (Pfarrdorf)
- Niglhof (Einöde)
- Oberhöfen (Weiler)
- Oberreiselberg (Weiler)
- Pellndorf (Dorf)
- Pfälzerhof (Einöde)
- Pföring (Weiler)
- Pittmannsdorf (Dorf)
- Pöpplhof (Einöde)
- Rieb (Weiler)
- Schacha (Dorf)
- Schneckenhof (Weiler)
- Schneitbügl (Weiler)
- Stadla (Weiler)
- Sündersbühl (Einöde)
- Thalhof (Einöde)
- Thonhausen (Dorf)
- Thonlohe (Kirchdorf)
- Tiefenhüll (Dorf)
- Unterreiselberg (Einöde)
- Voglhof (Einöde)
- Waltenhofen (Dorf)
- Wangsaß (Weiler)
- Winkl (Weiler)
- Wolflier (Einöde)
- Wollmannsdorf (Weiler)

Es gibt die Gemarkungen Aichkirchen, Berletzhof, Haag (nur Gemarkungsteil 1), Hemau, Hohenschambach, Klingen, Kollersried, Langenkreith, Laufenthal, Mausheim (nur Gemarkungsteil 1), Neukirchen, Pellndorf und Thonlohe.

## Geschichte

### Bis zur Gemeindegründung
Eine erste Namenszuschreibung (als Hembaur) bezieht sich schon auf das 9. Jahrhundert. Im Jahr 1109 wird Hemau erstmals sicher urkundlich erwähnt. Als Kompositum aus altbairisch Hemo- und -bur bedeutet der Name ‚kleines Haus des Hemo‘. Hemau gehörte laut dem Codex Traditionum von 1138 mit weiteren Besitzungen auf dem Tangrintel zur Ausstattung des Klosters Prüfening, das dieses Gebiet von dem Bamberger Bischof Otto I. verliehen bekommen hatte. 1305 wird Hemau anlässlich der Belehnung an Herzog Ludwig II. durch Bischof Wulfing von Bamberg erstmals als Stadt (oppidum) erwähnt, wobei die Stadterhebung vermutlich bereits früher durch die Grafen von Hirschberg, welche die Vogtei über den Tangrintel innehatten, erfolgte. Die Grundherrschaft in Hemau konnte Prüfening bis zur Säkularisation 1803 aufrechterhalten, wiewohl Hemau landesherrlich lange zum Herzogtum Bayern gehörte. So war entsprechend die Pfarrei Hemau von 1125 bis 1803 eine Propstei des Klosters Prüfening. Hemau kam 1505 zum Wittelsbacher Fürstentum Pfalz-Neuburg, das erst 1777 wieder mit Bayern vereinigt wurde. Im 17. Jahrhundert entwickelte sich Hemau zu einem Zentrum der Hexenverfolgung in der Oberpfalz. Insgesamt 20 Menschen wurden dort auf dem Scheiterhaufen verbrannt.

### 19. bis 21. Jahrhundert

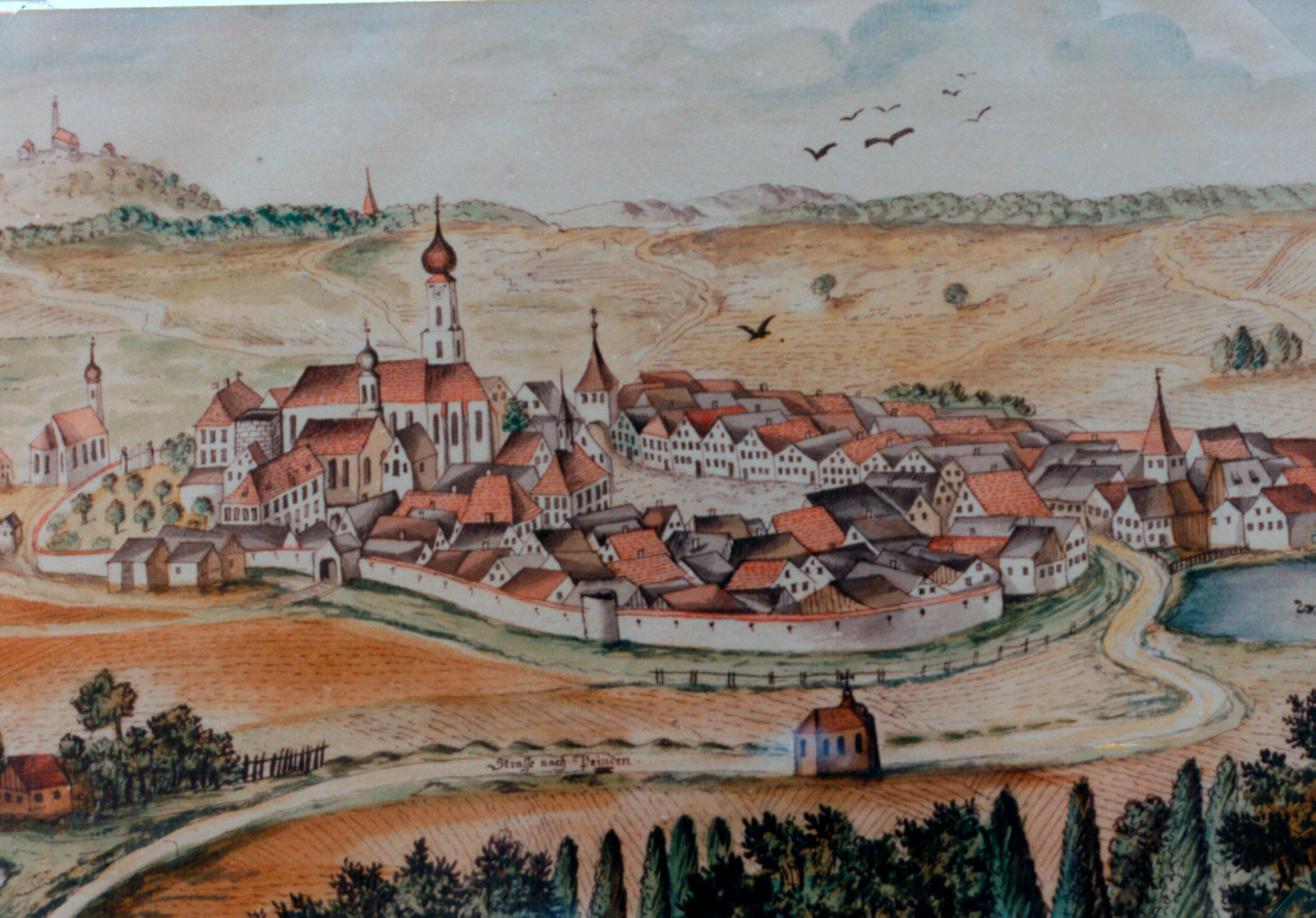
Hemau um 1800

Ab 1803 bestand ein bayerisches Landgericht älterer Ordnung in Hemau. Im Jahr 1818 wurde durch das bayerische Gemeindeedikt die politische Gemeinde Hemau gegründet.
1862 wurde Hemau Sitz des Bezirksamtes Hemau. Am 1. Oktober 1879 wurde das Landgericht in Hemau anlässlich der Einführung des Gerichtsverfassungsgesetzes in Bayern in ein Amtsgericht umgewandelt. Anlässlich der Reform des Zuschnitts der bayerischen Bezirksämter wurde das Bezirksamt Parsberg am 1. Januar 1880 durch Gemeinden der damit aufgelösten Bezirksämter Hemau und Velburg gebildet.
Das Amtsgericht Hemau wurde mit Wirkung vom 1. Januar 1970 aufgehoben und dessen Bezirk mit dem Amtsgericht Parsberg zusammengelegt. Am 1. Juli 1972 wurde der Landkreis Parsberg im Zuge der Gebietsreform in Bayern aufgelöst. Die Stadt Hemau sowie die umliegenden Gemeinden wurden dem Landkreis Regensburg zugeschlagen. Das Amtsgericht Regensburg ist seither für Hemau zuständig.
Im Jahr 2005 feierte Hemau das Jubiläum zum 700-jährigen Bestehen mit vielen Veranstaltungen.

### Eingemeindungen
Im Zuge der Gebietsreform in Bayern wurden am 1. Januar 1972 die Gemeinden Berletzhof, Kollersried, Neukirchen, Pellndorf und Thonlohe eingegliedert. Am 1. Mai 1978 kamen Aichkirchen, Hohenschambach, Klingen, Langenkreith sowie große Teile der aufgelösten Gemeinden Haag und Laufenthal mit dem am 1. Juli 1894 eingemeindeten Beilnstein hinzu.

### Einwohnerentwicklung
Zwischen 1988 und 2021 wuchs die Stadt von 6815 auf 9326 um 2511 Einwohner bzw. um 36,8 %.

## Politik

### Stadtrat

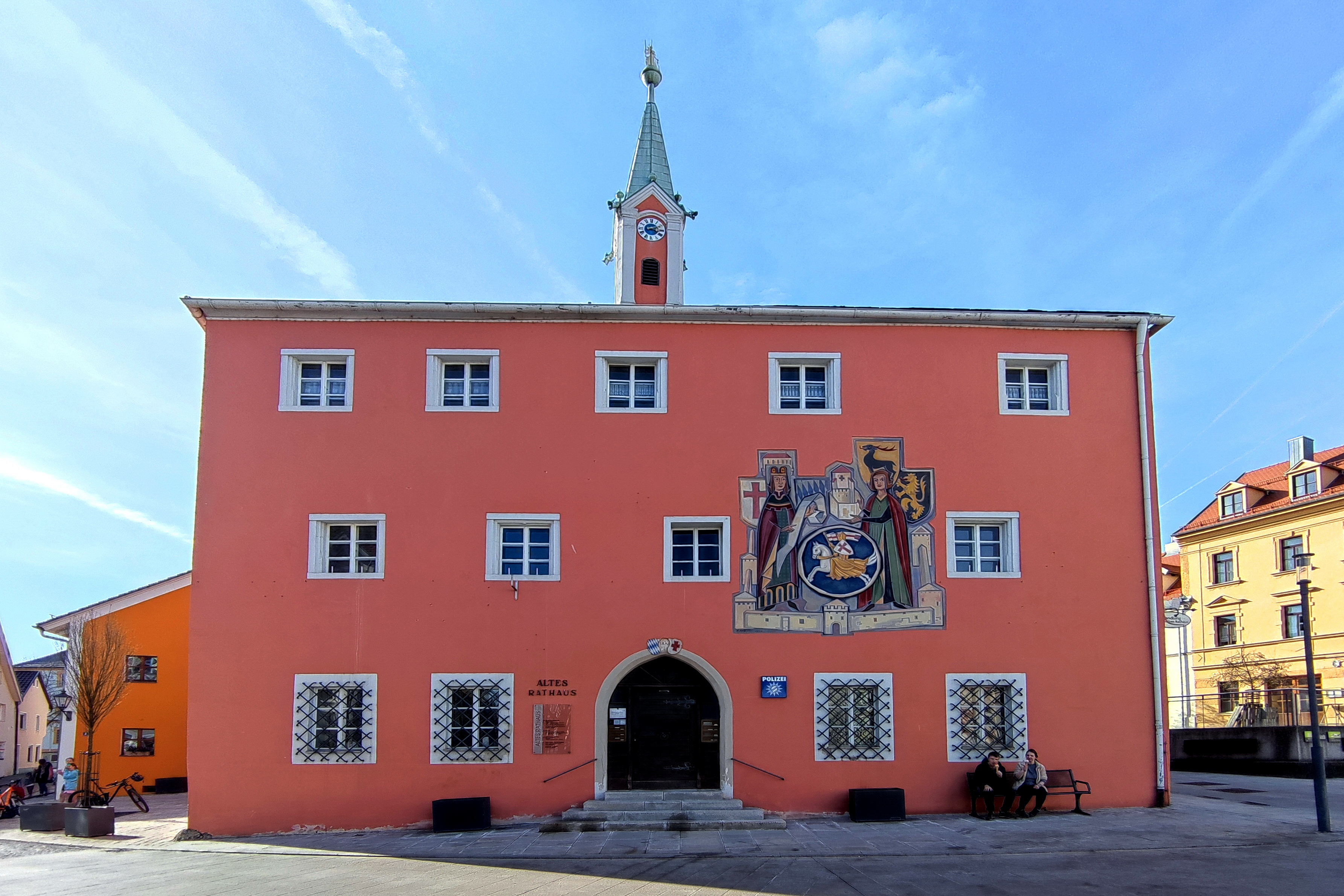
Altes Rathaus der Stadt Hemau

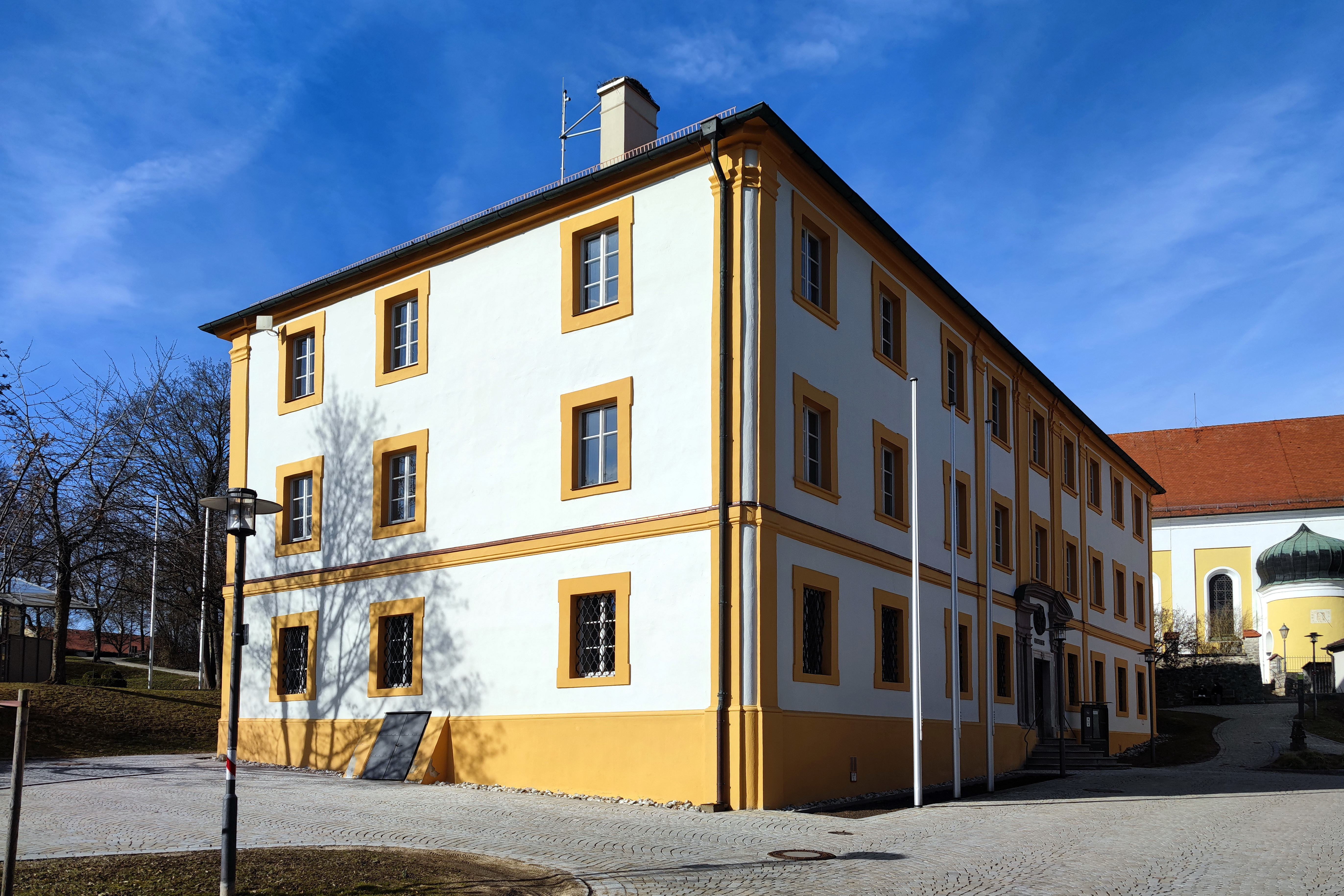
Neues Rathaus von Hemau

Der Stadtrat hat 20 Mitglieder und setzt sich seit der Kommunalwahl vom 15. März 2020 wie folgt zusammen:
| Partei | Sitze |
| ------ | ----- |
| CSU    | 11    |
| FW     | 5     |
| SPD    | 3     |
| GRÜNE  | 1     |

Von den 7.270 stimmberechtigten Einwohnern in der Stadt Hemau, haben 4.744 von ihrem Wahlrecht Gebrauch gemacht, womit die Wahlbeteiligung bei 65,25 Prozent lag.

### Bürgermeister
Bei der Kommunalwahl am 15. März 2020 wurde Herbert Tischhöfer (CSU) mit einem Stimmenanteil von 63,74 % als Erster Bürgermeister gewählt.

### Wappen
| Wappen der Stadt Hemau | Blasonierung: „In Blau der golden gerüstete heilige Georg mit goldenem Topfhelm auf einem mit goldener Decke (Pferdemantel) geschützten weißen Rosse mit der Fahnenlanze (silbernes Tuch mit rotem Kreuze) und dem silbernen, mit rotem Kreuz gezierten Armschild rechtshin sprengend.“ |
| Wappen der Stadt Hemau | Wappenbegründung: Der heilige Georg im Wappen weist zurück in die früheste Zeit der Stadtgeschichte: Die Pfarrei Hemau war von der Kirchenweihe durch Bischof Otto von Bamberg im Jahr 1125 bis 1803 eine Propstei des Klosters Prüfening. Der heilige Georg ist sowohl Patron des Klosters Prüfening als auch des Hochstifts Bamberg. 1305 wird Hemau erstmals als Stadt (oppidum) genannt. Der älteste überlieferte Abdruck des Stadtsiegels von 1324 zeigt dieses Bild ebenso wie zwei Typare aus dem 16. Jahrhundert. Aus dem späten 14. Jahrhundert ist ein Wappenbild mit dem heiligen Georg auf schreitendem Ross überliefert. Das Wappenbild ist aus dem Siegelbild abgeleitet. Im 19. Jahrhundert wurde dem Wappen ein grüner Boden hinzugefügt und die Farbgebung verschieden angegeben. Die heutige Tingierung ist seit 1609 belegt. Die Gemeinde Hohenschambach führte von 1974 bis zur Eingliederung in die Stadt Hemau 1978 ein eigenes Wappen. |

Flagge
Rot-Weiß (seit 1954)

## Kultur und Sehenswürdigkeiten
- Pfarrkirche St. Johannes (Hemau)

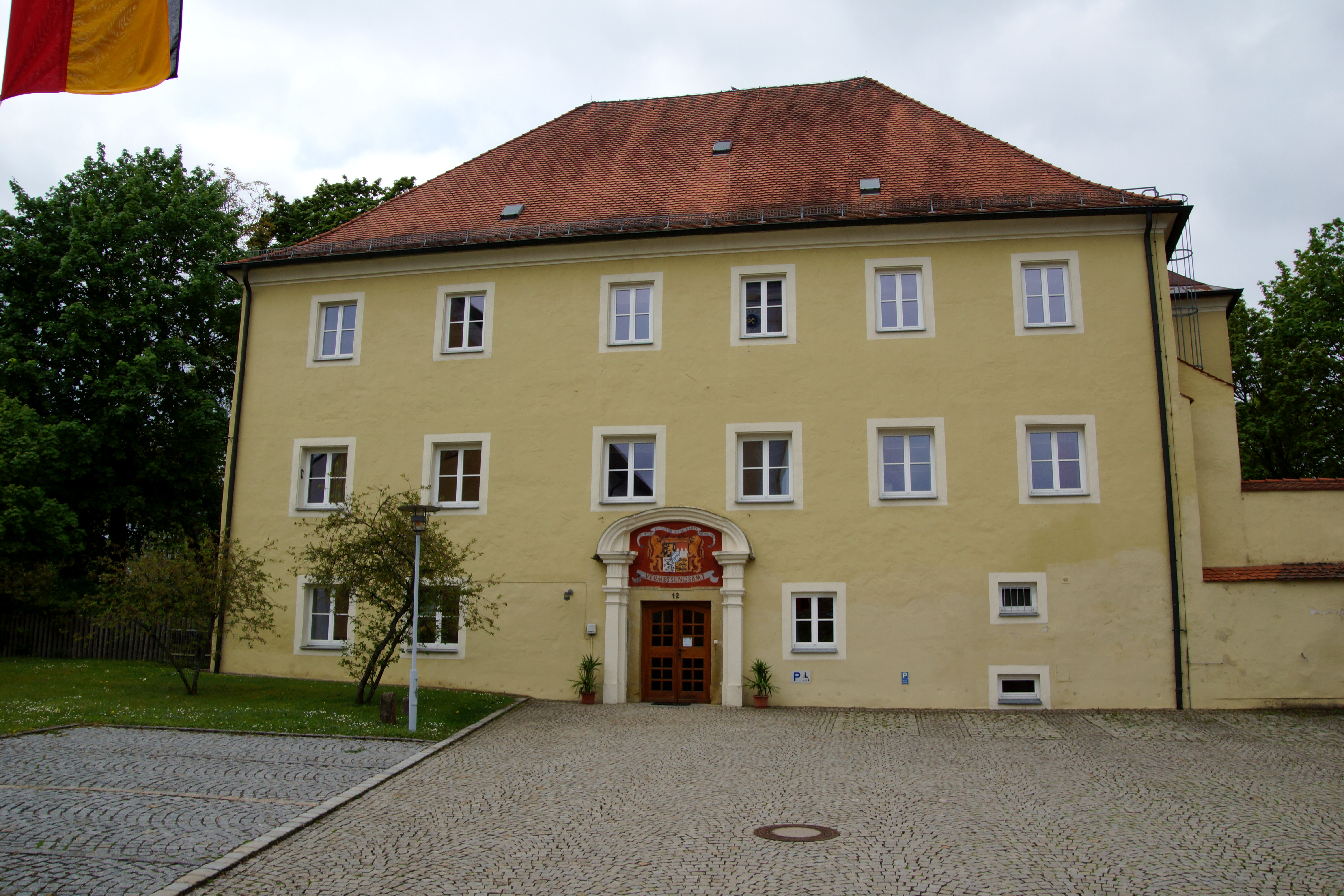
Neues Schloss

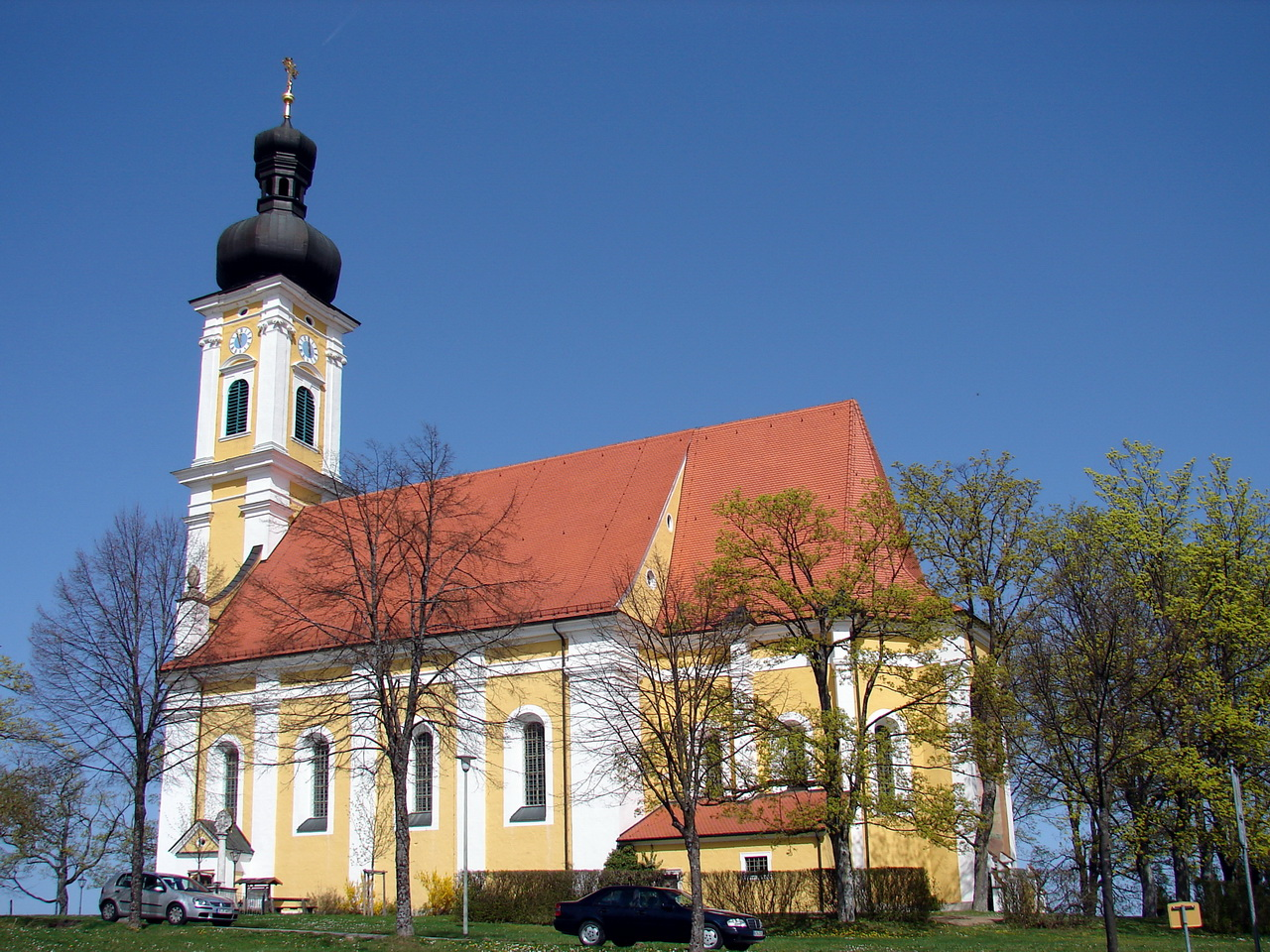
Wallfahrtskirche Eichlberg

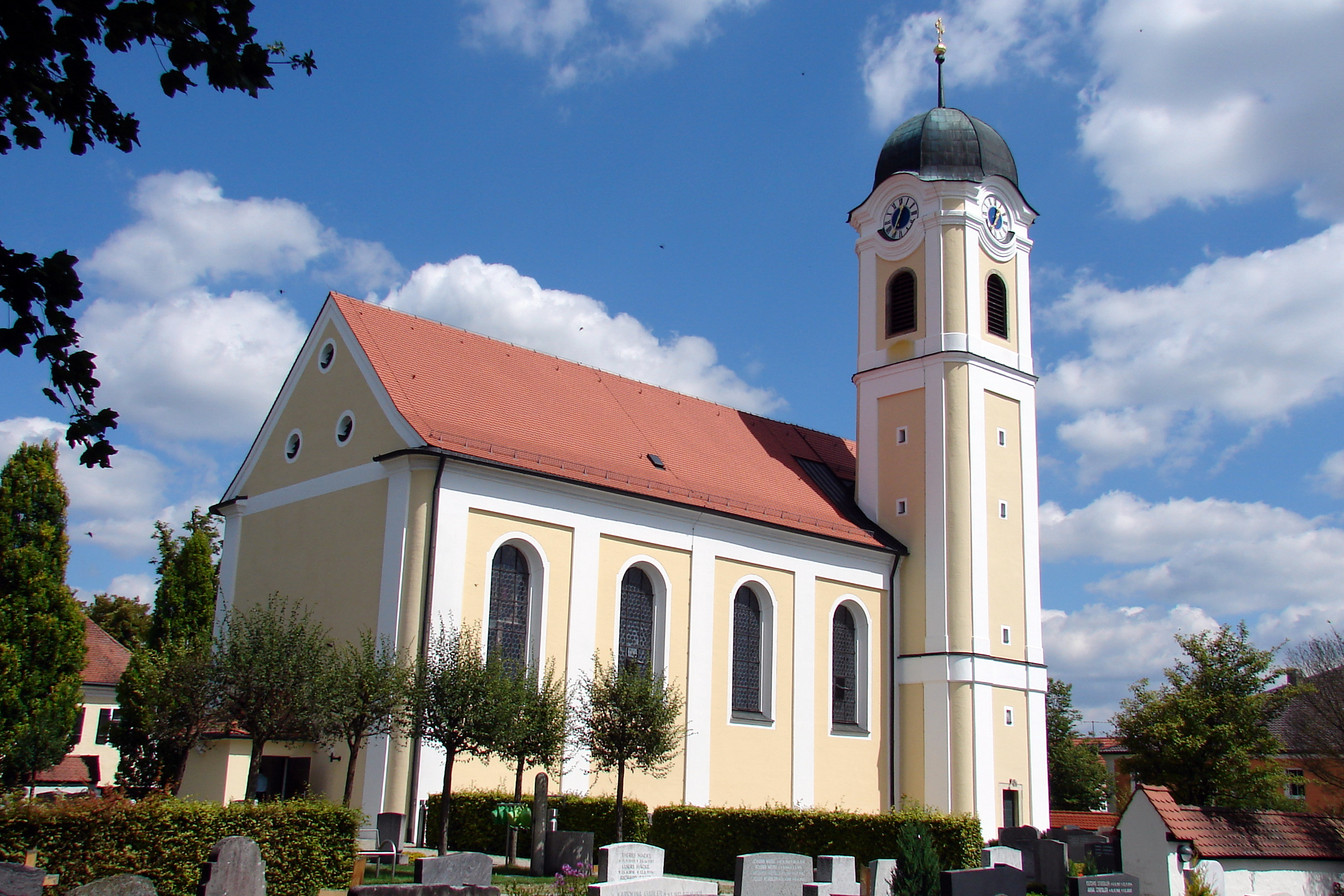
Kirche Mariä Heimsuchung Hohenschambach

- Wallfahrtskirche zur Heiligsten Dreifaltigkeit auf dem Eichlberg
- Zehentstadel/Kulturstadel
- Neues Schloss in Hemau
- Schloss Laufenthal

Museen
- Spielzeugmuseum im Alten Rathaus

## Sport und Freizeit
- Rad-/Wanderwege
  - Fliegerweg (ca. fünf Kilometer)
  - Schwammerlweg (ca. zwölf Kilometer)
  - Tannenweg (ca. 25 km)
  - Obsterlebnisweg Hemau – Beratzhausen – Kallmünz (ca. 34 km/Panoramaradtour)
  - Spazierweg „Obst und Gesundheit“ (ca. drei Kilometer/Dauer 45 Min.)
- Waldbad Hemau
- Trimm-Dich-Pfad

## Regelmäßige Veranstaltungen
- Wochenmarkt am Stadtplatz (jeden Mittwoch von 08:00 Uhr – 12:30 Uhr)
- Tangrintel-Volksfest, das Fest dauert von Freitag bis einschl. Dienstag, der Volksfestsonntag ist immer der erste Sonntag im September.
- Bürgerfest „Hemauer Kirta“ (jeweils am letzten Samstag im Juni)
- Faschingszug (jeweils am Faschingssonntag)
- Frühlingsmarkt (letzter Sonntag im April)
- Michaelimarkt (zweiter Sonntag nach Mariä Geburt)
- Spitzlmarkt (jeweils am 31. Oktober)
- Christkindlmarkt (jeweils ab 21. Dezember)

## Wirtschaft und Infrastruktur

Schild neben der ehemaligen Bundesstraße 8, von Südosten kommend

Seit Dezember 2002 wird Hemau auch als „Solarstadt“ bezeichnet. Auf dem ehemaligen Munitionslager des Militärs wurde ein privat finanzierter Solarpark errichtet. Die Anlage hat eine Spitzenleistung von rund vier Megawatt und war zur damaligen Zeit die leistungsfähigste der Welt. Sie besteht aus 32000 Solarmodulen, die insgesamt 1150 Haushalte mit Solarenergie versorgen. Somit trägt die Anlage dazu bei, pro Jahr 3550 Tonnen CO2-Ausstoß einzusparen. Die Finanzierung des Projektes wurde über einen geschlossenen Fonds abgewickelt, an der sich jeder in der Region beteiligen konnte.

## Ehemaliger Bundeswehrstandort
Hemau war lange Zeit (von 1. April 1966 bis 29. Juni 2003) Bundeswehrstandort. In der Endphase der General-von-Steuben-Kaserne waren dort folgende Heeresteile stationiert:
- Raketenartilleriebataillon 42
- Begleitbatterie 4
- Ausbildungskompanie 2/4
- Ausbildungskompanie 6./Gebirgsinstandsetzungsbataillon 8
- Kraftfahrausbildungszentrum
- Instandsetzungsausbildungskompanie 5/4
- 3./Instandsetzungsbataillon 4

Dazu gab es die Grundnetz-Schalt- und Vermittlungsstelle der Bundeswehr 64 (GSVBw 64), eine in den 1960er Jahren errichtete geheime Bunkeranlage imposanter Ausdehnung (Baukosten etwa 15 Millionen Mark, drei Meter dicke Betonwände, ca. zehn Meter unter der Erde) im Gemeindeteil Rieb, die Teil eines Kommunikationsnetzes war. Dieses war darauf ausgelegt, auch im Verlauf eines Atomkriegs betriebsfähig zu bleiben. Die Anlage wurde 1996 außer Betrieb genommen. Seit 2006 finden dort Kunstausstellungen statt.
Daneben gab es ein stark abgesichertes Munitionsdepot mit Sicherungszug der US-Streitkräfte (36th USAFAD), in dem atomare Waffen (insbesondere Artilleriesprengköpfe, vorgesehen für die deutschen Artillerieeinheiten in Hemau und Regensburg) gelagert wurden.

## Persönlichkeiten

### Söhne und Töchter der Stadt
- Michael Ostendorfer (1490 oder 1494–1559), Maler und Zeichner
- Petrus Pustet (1764–1825), Bischof des Bistums Eichstätt
- Heinrich Nopitsch (1893–1925), Hauptmann der Reichswehr, Flugpionier
- Martin Faust (1901–1923), Putschist
- Herbert Mirbeth (* 1948), Politiker (CSU)
- Jürgen Kirner (* 1960), Fernsehmoderator, Volkssänger, Kabarettist und Autor
- Andrea Luge (* 1965), französische Volleyball- und Beachvolleyballspielerin
- Kurt Kleinschmidt (* 1967), Politiker (AfD), MdB

### Mit Hemau verbunden
- Petrus Gerl (1718–1781), Benediktiner und Abt
- Walter Hagen (1928–1980), Maler, Grafiker und Restaurator
- Hans-Peter von Kirchbach (* 1941), deutscher General a. D., 12. Generalinspekteur der Bundeswehr
- Erhard Bühler (* 1956), deutscher General a. D.